# زوارق
زوارق (جمع زورق/ محلی برای جمع شدن قایقها) یکی از روستاهای استان آذربایجان شرقی است که در دهستان بناجوی غربی بخش مرکزی شهرستان بناب واقع شده‌است.این روستا ۲۲۴۷ نفر جمعیت دارد.

## رابطه با دریاچه ارومیه
این روستا قبلاً به دریاچه ارومیه متصل بوده‌است که این روستا بعنوان بندر استفاده می‌شده‌است در گذشته بناب و سایر روستاها وجود نداشته و زوارق یک استان بوده است.